# Giuseppe Regaldi
Pour les articles homonymes, voir Regaldi.
Giuseppe Regaldi (né le 18 novembre 1809 à Novare, mort le 14 février 1883 à Bologne) est un écrivain italien.

## Biographie
Giuseppe Regaldi étudie le droit à Turin, échoue à un examen, mais obtient immédiatement de grands succès en tant qu'improvisateur dès 1832. En une nuit, il écrit La guerra, qui lui vaut la reconnaissance de Silvio Pellico. À ce titre, il effectue plusieurs voyages. Il est expulsé de Milan en 1834, de Parme en 1835 pour subversion puis poursuit son parcours artistique en se rendant en France en 1839.
Il se fait alors entendre d'abord en public à Marseille, puis à Paris, et suscite les applaudissements enthousiastes des Français avec son ode Le Saule de Sainte-Hélène. Joseph Autran et Alphonse de Lamartine lui écrivent des vers, Victor Hugo et Edgar Quinet l'encouragent.
De retour en Italie, Regaldi vit d'abord à Naples et en Sicile. En 1849, il devient politiquement suspect et est emprisonné pendant une courte période. Il entreprend ensuite un grand voyage en Orient et en Grèce.
Après son retour en 1853, il s'installe dans le Piémont, puis en 1860 il obtient une chaire d'histoire au lycée de Parme, en 1862 il a le même enseignement à l'université de Cagliari, enfin en 1866 à l'université de Bologne.

## Œuvre
Les poèmes de Regaldi montrent une riche veine poétique et un grand élan rhétorique, et sont généralement consacrés aux grandes pensées et aux intérêts de la vie des gens, tirant souvent leurs motivations de la vie de la nature :
- La guerra, Turin 1832
- La Bibbia et Canti lirici editi ed inediti improvisati, Voghera 1834
- Poesie estemporanee e pensate, Voghera et Turin 1839
- Canti, Neapel 1840
- Canti nazionali, Naples 1841
- La Bibbia, Zante 1852
- Canti e prose, Turin 1861–62
- L’acqua, Lehrgedicht, Turin 1878

Regaldi publie en prose, outre une description de son voyage vers l'Orient, La Dora (Turin 1867), puis Storia e letteratura, (Livourne 1879).
La Bibbia et Canti lirici editi ed inediti improvisati, paru en 1834, est mis à l’Index librorum prohibitorum le 7 décembre 1852.